# Millingen (Rees)

Lage von Millingen in Rees

Millingen ist ein Stadtteil von Rees im Kreis Kleve, Nordrhein-Westfalen.

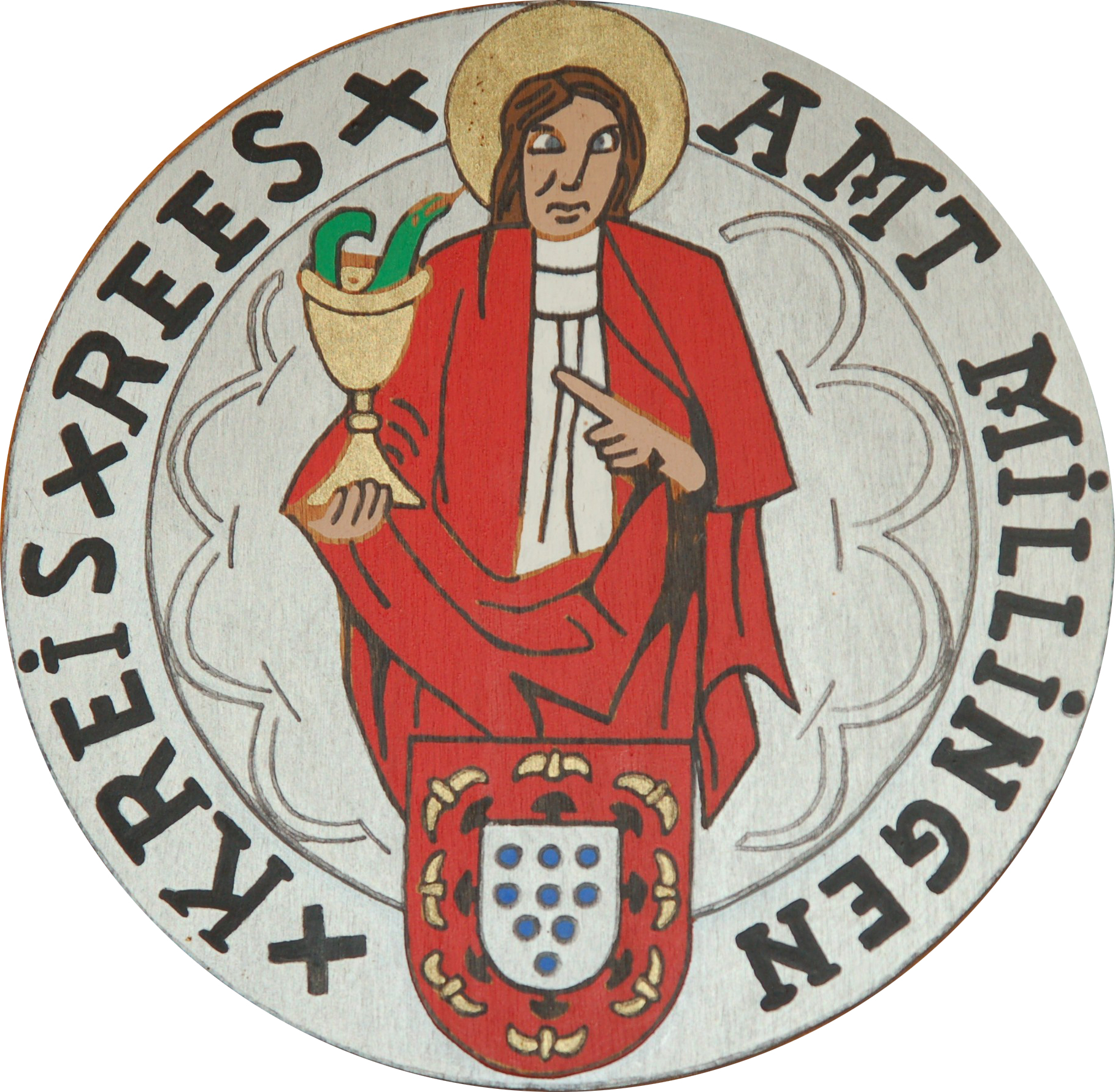
Nachbau des Siegels aus Holz

## Geographie
Millingen liegt im Norden des Stadtgebietes von Rees. Zum Ortsteil gehören die Bauerschaften Luisendorf, Schovelt und Millinger Bruch sowie die Siedlungen Am Kreuzbaum und Am Stevert.

## Naturschutzgebiete

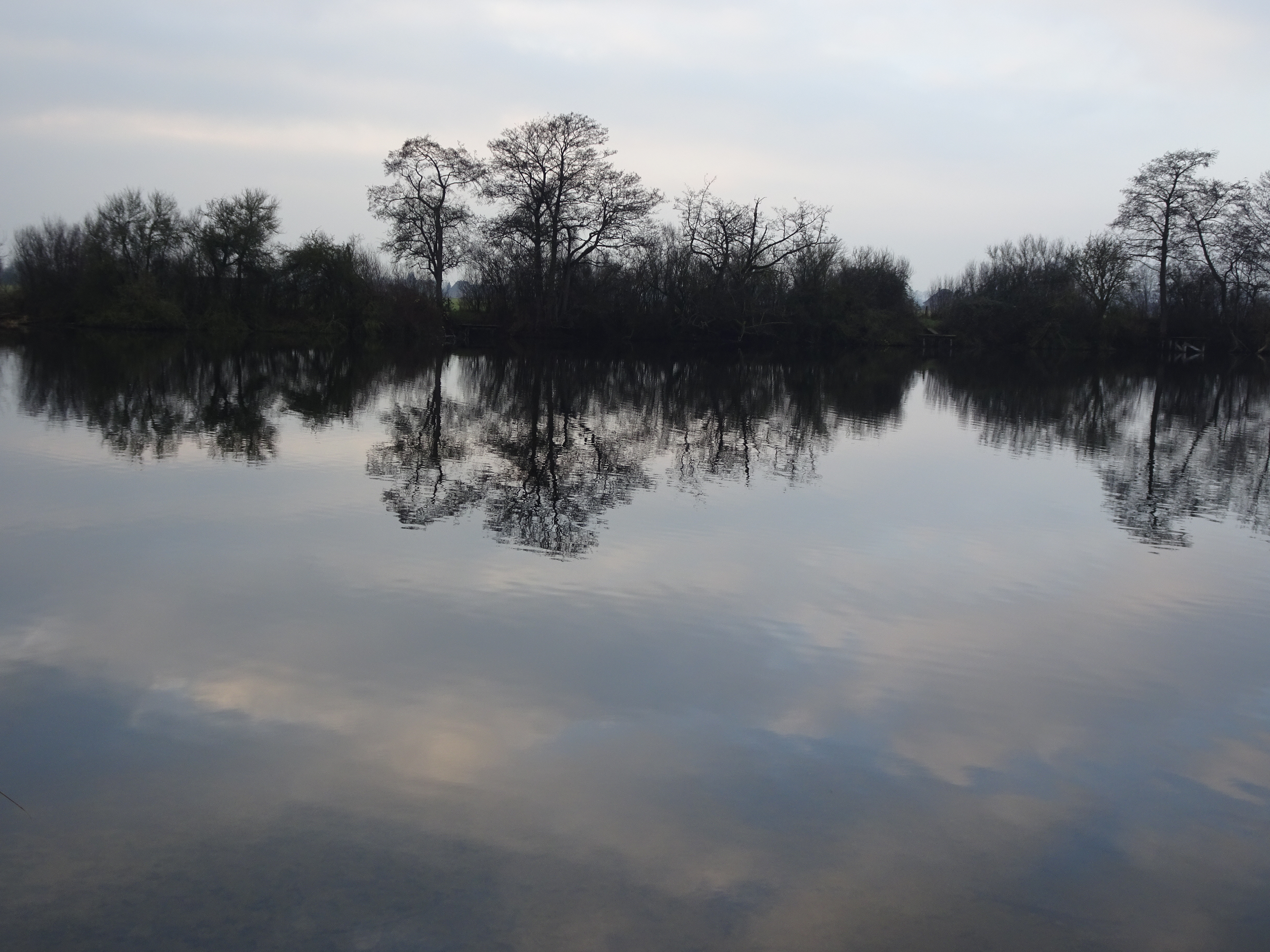
Millinger Meer im Winter

Westlich des Ortskerns liegt das Millinger Meer. Dieses Binnengewässer, an dem ein Strandbad errichtet wurde, entstand aus einem Altarm des Rheins. Es gehört zum Naturschutzgebiet Bienener Altrhein, Millinger Meer und Hurler Meer. Die ortsübliche Bezeichnung „Meer“ für einen Altrheinarm hat ihren Ursprung in der niederfränkischen Sprache, in der die Wortbedeutungen von „Meer“ und „See“ gegenüber dem Hochdeutschen vertauscht sind. Zur Erhaltung der Tier- und Pflanzenwelt wurde das Gewässer 1934 als Naturschutzgebiet ausgewiesen. Nördlich des Ortskerns liegt das Naturschutzgebiet Hetter-Millinger Bruch.

## Geschichte
Schon in der Steinzeit war die Gegend, in der heute Millingen liegt, besiedelt. Erste Siedler hatten sich zu dieser Zeit in den Vehlinger Bergen niedergelassen. In der nachrömischen Zeit war diese Region Siedlungsbereich des Germanenstammes der Hatwaren/Hattuarier, von dem sich der Name „Hetter“ ableitet. In das Gebiet vordringende Sachsen verdrängen die Hatwaren/Hattuarier über den Rhein hinaus, welche sich dort wieder niederließen und neue Ortschaften unter gleichen bzw. ähnlichen Namen gründeten. (Milingen, Bimmen (Bienen), Halderen (Haldern), Mehr, Frasselt (Vrasselt) etc.).
Eine Urkunde des Jahres 720, in der eine Basilika erwähnt wird, bezieht sich aller Wahrscheinlichkeit nach auf das linksrheinische Millingen (siehe Kirche). Im Jahre 837 übergab Ludwig der Fromme einen großen Teil seines Besitzes an seinen Sohn Karl. Namentlich wird in der zugehörigen Urkunde die Grafschaft Moilla erwähnt, die in dem Bereich des heutigen Millingen lag. Im Jahre 1232 wird zum ersten Mal ein Drostamt Hetter erwähnt. Die Gerichte, welche zu diesem Drostamt gehörten, waren: Millingen, Bienen, Zuilen (= Sulen = Praest), Dornick und Esserden. Im Jahre 1358 wird der erste Richter in Millingen und im Jahr 1429 das erste Schöffensiegel der Gerichtsbarkeit Millingen urkundlich erwähnt. 
Auf dem Brustschild der Königskette der St.-Quirinus-Schützenbruderschaft ist die Jahreszahl 1691 eingraviert: Dies gibt den ersten Hinweis auf Existenz eines Schützenvereins und wird vom Verein als Gründungsjahr angenommen. Durch Dammbrüche im Jahr 1838 oberhalb der Stadt Rees kam es zu einer Hochwasserkatastrophe in Millingen. Einige schwach gebaute Gebäude stürzten dadurch ein. Die Gründung der evangelischen Gemeinde Hueth-Millingen geht auf das Jahr 1848 zurück. Ein Pfarrhaus und ein Betsaal wurden auf dem erworbenen Grundstück an der Empeler Straße errichtet. 1856 fuhr der erste Zug der Bahnstrecke Oberhausen–Arnhem der Köln-Mindener Eisenbahn-Gesellschaft durch den Bezirk Empel und Millingen. 1891 wurde das Krankenhaus in Millingen eröffnet, welches nach seiner Schließung in den 1970er Jahren 1978 zu einem Altenheim unter dem Namen „Haus Millingen“ umfunktioniert wurde.

### Ortsname
Die Herkunft des Ortsnamens Millingen oder auch Myllingen (älteste bekannte Schreibweise aus einer Urkunde aus dem Jahre 1429) ist nicht geklärt. Eine Sage sowie auch sprachwissenschaftliche Erkenntnisse geben Hinweise auf die Entstehung. Eine genaue Klärung erscheint nach heutigem Stand nicht möglich.

#### Sage
Die durch einen Rektor im Ruhestand der Grundschule Millingen übersetzte Chronik der Schule enthält einen Eintrag aus dem Jahre 1874. Dort schreibt der Chronist, dass sich die Dorfbewohner eine Sage zur Entstehung des Ortsnamens erzählen.
Im Bereich des Ortes Millingen kam es demnach zu einem Aufeinandertreffen der Römer mit den Germanen. Während sich die Römer im Bereich des Ortes Bienen aufgehalten haben sollen, lagerten die Germanen rund um den Ort Millingen. Zu Beginn der Schlacht sollen die Römer, überrascht von der Anzahl der Germanen, vor Schreck und Erstaunen Folgendes geschrien haben: „Millia! Millia!“ (übersetzt: Tausende! Tausende!) Zum Andenken an diesem Schreckensruf nannte man diesen Ort: Millingen.

#### Sprachwissenschaftlich
Neben der Sage wird in unterschiedlichen Abhandlungen versucht, sprachwissenschaftlich die Entstehung des Ortsnamens zu erklären. Karl Westermann vertritt in seiner Arbeit „Flur- und Siedlungsnamen des Kreises Rees“ die Theorie, dass der Name so viel wie Mühlenleute bedeuten könne. Im Bereich der heutigen Windmühlenstraße stand bis in die 1920er Jahre eine Windmühle (die so genannte „holländische Turmwindmühle“). Diese ist auch auf dem Zugemblem des 3. Zuges der St.-Quirinus-Schützenbruderschaft abgebildet. Sollte der Wortursprung bis in das Keltische zurückgehen, so könnte nach Westermann Millingen sich auch von *mal, *mol, *mel = ‚Wasser‘ (‚Wasserleute‘ oder ‚Leute am Wasser‘) ableiten lassen. Auch dies erscheint durch die Nähe zum Wasser (Millingen Meer) möglich. In der Chronik des Amtes Millingen „rechts des Rheines“ wird noch eine weitere Erklärung gegeben, die eine Ableitung der Silbe „mil“ aus milo, millo = ‚des Herren‘ für wahrscheinlich hält. Zusammen mit der Silbe „-ingen“, welche so viel wie ‚Heim, Dorf‘ bedeutet, ergibt sich dann Millingen = ‚Des Herren Heim‘.

### Amt Millingen
Das Amt Millingen war ein Gemeindeverband der Gemeinden Millingen, Empel, Heelden und Vehlingen. Dieser war von 1928 bis zur Auflösung am 1. Januar 1975 ein Teil des Kreises Rees und ging aus der Bürgermeisterei Millingen (1858–1927) hervor. Die Zuständigkeit enthielt sämtliche Verwaltungszweige inklusive einer eigenen Polizeistation. Durch die kommunale Neugliederung, die am 1. Januar 1975 in Kraft trat, wurden das Amt Millingen sowie auch der Kreis Rees aufgelöst. Während Millingen und Empel mit der Stadt Rees zusammengeschlossen wurden, fielen Heelden und Vehlingen der Stadt Isselburg zu.

### Wappen
Blasonierung: "In Silber (Weiß) der heilige Quirinus im roten Gewand mit silbernem (weißem) Pallium und goldenem (gelbem) Heiligenschein; in der Rechten einen goldenen (gelben) Kelch, darin ein grüne Schlange; Hände und Gesicht fleischfarben. Davor im Schildfuß ein kleiner roter Schild mit achtstrahliger goldener (gelber) Lilienhaspel, darüber ein silbernes (weißes) Herzschildchen mit neun blauen Kugeln im Verhältnis 3:3:2:1."
Das Wappen zeigt St. Quirinus, den Schutzheiligen von Millingen. Im Schildfuß das Wappen des Herzogtums Kleve (für die frühere Zugehörigkeit der Orte); darüber das Wappen der Herren von Ringenberg für Heelden und Vehlingen. Das Wappen basiert auf dem Siegel des Amtes Millingen.

## St.-Quirinus-Kirche

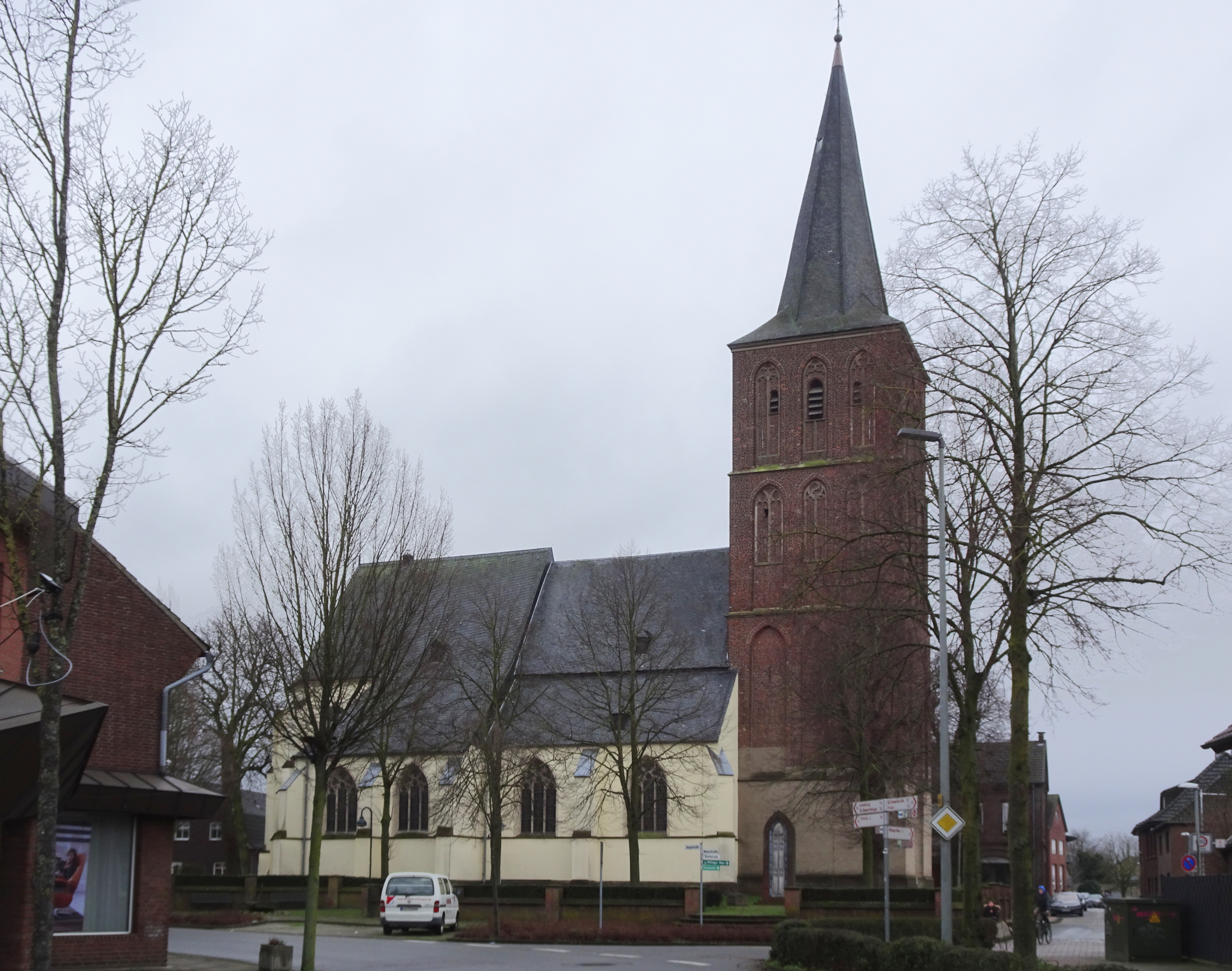
St.-Quirinus-Kirche Millingen

In alten Urkunden des Jahres 720 wird zum ersten Mal eine Basilika erwähnt. Diese lag in der Grafschaft  „Villa Millingi“, welche dem Grafen Ebroin gehörte. Jedoch bestehen erhebliche Zweifel einiger Chronisten, ob es sich tatsächlich um die Kirche in Millingen im  Hettergau handelt. Es wird angenommen, dass wahrscheinlicher die Kirche des niederländisch-linksrheinischen Millingen gemeint ist und eine Verwechslung der Geschichtsschreiber dieses Ortes mit dem rechtsrheinischen deutschen Millingen stattgefunden hat. Ein Hinweis darauf besteht in der räumlichen Lage der in der Urkunde erwähnten Schenkung der Besitztümer. Dies lässt laut einiger Chronisten nicht den Schluss zu, dass das rechtsrheinische Millingen in der Hetter gemeint ist. Eine weitere Jahreszahl, welche eine Kirche in Millingen erwähnt, ist 1120. Diese belegt jedoch nur, dass ein derartiges Gebäude bestand; auf das Alter kann damit nicht geschlossen werden.
Die Kirche in der Ortsmitte ist dem hl. Quirinus geweiht. Es handelt sich um einen dreischiffigen Bau mit einem vierstöckigen Turm.

## Evangelische Kirchengemeinde Hueth-Millingen
Im Jahr 1712 wurde die reformierte Gemeinde Hueth als Patronatsgemeinde auf Schloss Hueth gegründet. Dort war auch der Gottesdienstort und auf Schloss Hueth wohnte der Pfarrer mit seiner Familie. Den wenigen rechtsrheinischen protestantischen Gemeinden in diesem Gebiet sollte damit eine Heimat gegeben werden. In der nächsten Zeit hatte die Gemeinde ihre eigenen Pfarrer und wuchs gut. Um 1840 kam es zu Zerwürfnissen mit dem Patronatsherrn. Die Gemeinde wählte ein eigenes Presbyterium und ab 1847 wurden die Gottesdienste im Schullokal in Millingen gefeiert. Im Jahr 1848 löste die Gemeinde sich offiziell aus dem Patronat, führte die Union ein und nannte sich nun evangelische Kirchengemeinde Hueth. 1848 wurden auf dem „deWittschen“-Grundstück – dort, wo auch heute noch die Kirche steht – ein Pfarrhaus und ein Betsaal errichtet. 
Am 2. Dezember 1849 (1. Advent) wurde der erste Gottesdienst gehalten. In der Zeit des Eisenbahnbaus um 1856 nahm die Gemeinde einen deutlichen Aufschwung. Die Gemeinde wuchs auf etwa 120 Mitglieder und entwickelte sich von da an ständig aufwärts. Im Jahr 1911 wurde die Gemeinde Hueth-Millingen pfarramtlich mit Rees verbunden. Die jeweiligen Pfarrer von Rees waren nun auch Pfarrer von Hueth-Millingen. Unter Pfarrer Hugo Dolata wurde im Jahr 1931 der Betsaal zu einer richtigen kleinen Kirche umgebaut und ein Glockenturm errichtet. Im März 1945 wurde die Kirche fast völlig zerstört. Die neue Kirche mit dem Gemeindehaus und der Küsterwohnung wurde 1960 eingeweiht. Im Jahr 2001 wurde die pfarramtliche Verbindung mit Rees aufgehoben. Seit dem 1. April 2001 ist die evangelische Kirchengemeinde Hueth-Millingen pfarramtlich verbunden mit der evangelischen Kirchengemeinde Isselburg.

## Sprache
Neben dem Hochdeutschen wird von vielen älteren Bewohnern  ein regionaler Dialekt gesprochen, welcher Niederfränkisch oder vereinfacht Platt genannt wird. Die im Groben in der Region als Kleverländisch bezeichnete Sprache unterscheidet sich jedoch teilweise von Stadt zu Stadt. Das in Millingen gesprochene Niederfränkisch ist stark an das in der Stadt Emmerich am Rhein gesprochene Platt angelehnt, welches auch im Dialekt als Emmereks-Platt bezeichnet wird. Besucher der Region können einen Unterschied deutlich hören, wenn sie das Emmereks-Platt mit dem ca. 20 km von Millingen entfernt liegenden Bokeltse-Platt der Stadt Bocholt vergleichen. Das Emmereks-Platt hat eine deutliche Ähnlichkeit mit dem in der Grenzregion gesprochenen Niederländisch.
Beispiel anhand eines Auszuges aus Heimweh von Jan van Raay:
Heimweh

As ek so sett in minne Hött,

Dann sin’k an’t prakesiere;

Was ek toch mor in Emmerek weer

En koss dor Kermes fiere.

Of Fastelovend, Schötzefest,

Crispien niet te vergäte;

Wat hä’k toch döck in den Lantern

En bej Muttje fein gesäte.

En Gläske Oldbier vör de Koot,

Of en Berliner Weiße,

– Jo liewe Jan, dat is vorbej

Van Dag is alles Sch…

(…)

## Verkehr

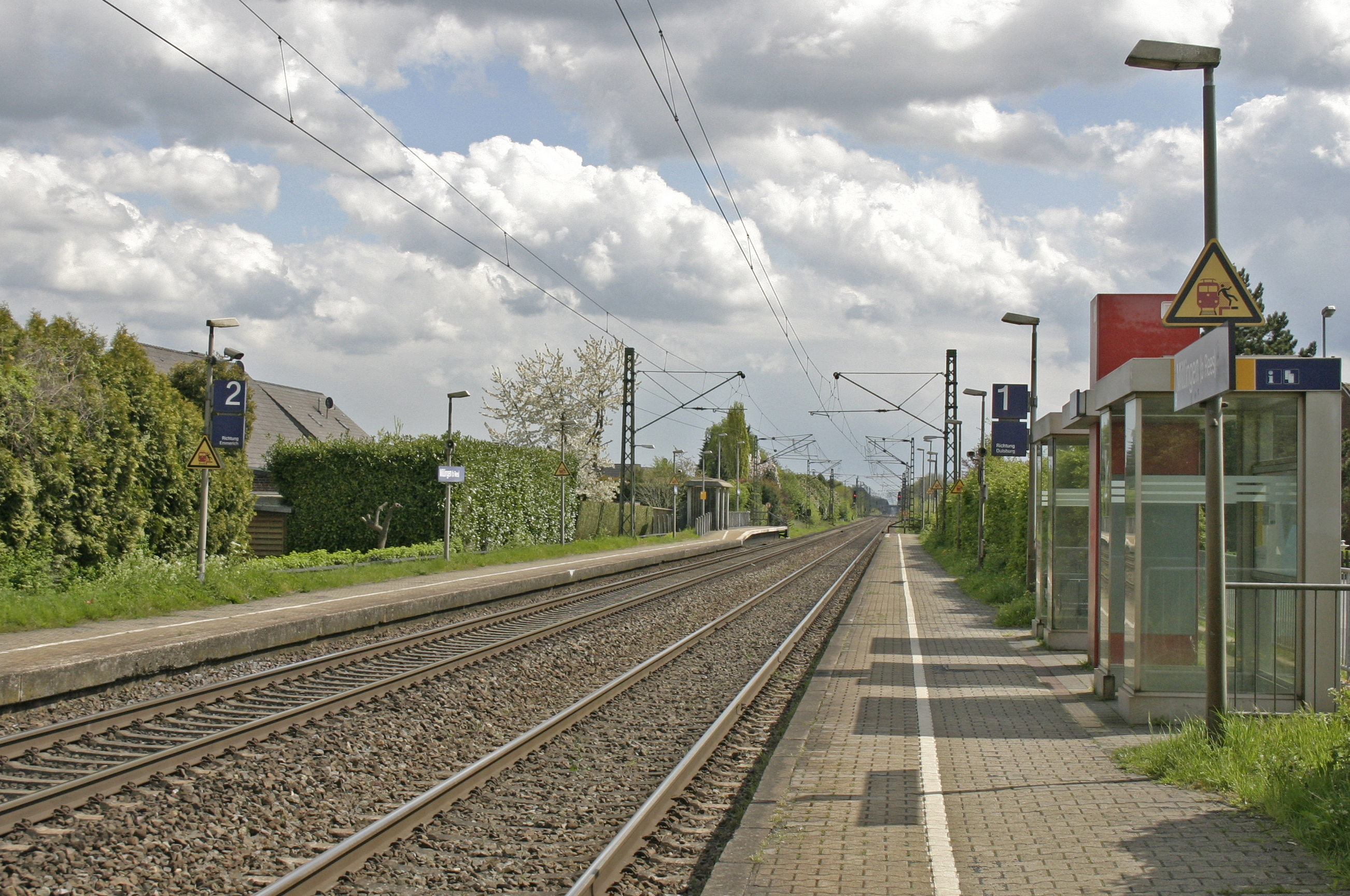
Haltepunkt Millingen, 2015

Durch den Ort verläuft seit 1856 die Bahnstrecke Oberhausen – Arnhem, der Haltepunkt Millingen (Kr Rees) besteht seit 1953. Die Linie RE 19 bietet stündliche Verbindungen nach Düsseldorf und Arnhem.
| Linie | Verlauf | Takt   |
| ----- | --- | ------ |
| RE 19 | Rhein-IJssel-Express: Arnhem Centraal – Zevenaar – Emmerich-Elten – Emmerich – Praest – Millingen (b Rees) – Empel-Rees – Haldern (Rheinl) – Mehrhoog – Wesel Feldmark – Wesel – Friedrichsfeld (Niederrhein) – Voerde (Niederrhein) – Dinslaken – Oberhausen-Holten – Oberhausen-Sterkrade – Oberhausen Hbf – Duisburg Hbf – Düsseldorf Flughafen – Düsseldorf Hbf Stand: Fahrplanwechsel Dezember 2023 | 60 min |

Im Ort kreuzen sich die Landesstraßen 458, 459 und 469. Nördlich von Millingen führt die Bundesautobahn 3 vorbei. Die Buslinie Empel-Rees – Millingen – Vehlingen – Anholt – Bocholt sorgt für die Anbindung an die anderen Orte.

## Persönlichkeiten
- Christian Ludwig Coppenrath (* 12. Februar 1811 in Borken; † 10. März 1889 in Millingen) langjähriger Pfarrer der St.-Quirinus-Kirche, Landdechant des Dekanats Rees und ab 1885 Ehrendomherr[4] zu Münster.
- Peter van de Locht (* 1946), deutsch-niederländischer Künstler
- Franz-Josef Tenhagen (* 1952), ehemaliger Fußballspieler und Trainer
- Werner Buttgereit (* 1959), ehemaliger Fußballspieler
- Dirk Vallée (1965–2017), Bauingenieur und Hochschullehrer für Stadtbauwesen und Stadtverkehr an der RWTH Aachen